# L'Isle
För andra betydelser, se L'Isle (olika betydelser).
L'Isle är en ort och kommun i distriktet Morges i kantonen Vaud, Schweiz. Kommunen har 1 087 invånare (2023).